# Mademoiselle Fifi (recueil)
Pour la nouvelle ayant donné son nom au recueil, voir Mademoiselle Fifi (nouvelle).
Mademoiselle Fifi est un recueil de nouvelles de Guy de Maupassant publié en 1882-1883, et placé sous les thèmes du libertinage et de la guerre de 1870. 

## Historique
La plupart des contes ont fait l'objet d'une publication antérieure dans Gil Blas.

## Nouvelles
Le recueil original belge est composé des sept nouvelles suivantes :
- Mademoiselle Fifi (1882)
- La Bûche (1882)
- Le Lit (1882)
- Un réveillon (1882)
- Mots d'amour (1882)
- Une aventure parisienne (1881)
- Marroca (1882)

L'édition française est augmentée de onze autres nouvelles et compte donc dix-huit nouvelles :
- Mademoiselle Fifi (1882)
- Madame Baptiste (1882)
- La Rouille (1882)
- Marroca (1882)
- La Bûche (1882)
- La Relique (1882)
- Le Lit (1882)
- Fou ? (1882)
- Réveil (1883)
- Une ruse (1882)
- À cheval (1882)
- Un réveillon (1882)
- Mots d'amour (1882)
- Une aventure parisienne (1881)
- Deux amis (1883)
- Le Voleur (1882)
- Nuit de Noël (1882)
- Le Remplaçant (1883)